# 충청북도의 유형문화재 (제101호 ~ 제200호)
충청북도 유형문화재는 지방유형문화재 중에서 충청북도에 있는 유형문화재를 의미한다.

## 지정목록

### 제101호 ~ 제200호
| 번호    | 사진 | 명칭                                                                                        | 소재지                                                 | 관리자 (단체)            | 지정일                                                                                    | 참조 |
| 101호   |      | 진천향교 (鎭川鄕校)                                                                         | 충북 진천군 진천읍 교성리 416                          | 향교재단                 | 1981년 12월 26일 지정                                                                     |      |
| 102호   |      | 괴산향교 (槐山鄕校)                                                                         | 충북 괴산군 괴산읍 서부리 104                          | 향교재단                 | 1981년 12월 26일 지정                                                                     |      |
| 103호   |      | 괴산 연풍향교 (槐山 延豊鄕校)                                                               | 충북 괴산군 연풍면 행촌리 590                          | 향교재단                 | 1981년 12월 26일 지정                                                                     |      |
| 104호   |      | 음성향교 (陰城鄕校)                                                                         | 충북 음성군 음성읍 읍내리 156-1                        | 향교재단                 | 1981년 12월 26일 지정                                                                     |      |
| 105호   |      | 제천향교 (堤川鄕校)                                                                         | 충북 제천시 교동 86                                    | 향교재단                 | 1981년 12월 26일 지정                                                                     |      |
| 106호   |      | 단양 영춘향교 (丹陽 永春鄕校)                                                               | 충북 단양군 영춘면 상리 461                            | 향교재단                 | 1981년 12월 26일 지정                                                                     |      |
| 107호   |      | 단양향교 (丹陽鄕校)                                                                         | 충북 단양군 단양읍 상방리 137-1                        | 향교재단                 | 1981년 12월 26일 지정                                                                     |      |
| 108호   |      | 청주 묵정영당 (淸州 墨井影堂)                                                               | 충북 청주시 상당구 낭성면 관정길 71-29                 | 고령신씨종중             | 1981년 12월 26일 지정, 2014년 6월 27일 명칭변경                                           |      |
| 109호   |      | 청주 청녕각 (淸州 淸寧閣)                                                                   | 충북 청주시 상당구 북문로1가동 171-3                   | 청주시                   | 1982년 12월 17일 지정                                                                     |      |
| 110호   |      | 청주 망선루 (淸州 望仙樓)                                                                   | 충북 청주시 상당구 남문로1가 154                       | 청주시                   | 1982년 12월 17일 지정                                                                     |      |
| 111호   |      | 청주 지선정 (淸州 止善亭)                                                                   | 충북 청주시 서원구 현도면 중척리 산25                  | 오옥균                   | 1982년 12월 17일 지정, 2014년 6월 27일 명칭변경                                           |      |
| 112호   |      | 청주 안심사 비로전 (淸州 安心寺 毘盧殿)                                                     | 충북 청주시 서원구 남이면 사동길 169-28                | 법주사                   | 1982년 12월 17일 지정, 2014년 6월 27일 명칭변경                                           |      |
| 113호   |      | 청주 정하동 마애비로자나불좌상 (淸州 井下洞 磨崖毘盧遮那佛坐像)                             | 충북 청주시 청원구 정하동 산9-1                        | 청주시                   | 1982년 12월 17일 지정                                                                     |      |
| 114호   |      | 청주 비중리 석조삼존불좌상 (淸州 飛中里 石造三尊佛坐像)                                     | 충북 청주시 청원구 내수읍 비중리 207-1                 | 변영발                   | 1982년 12월 17일 지정, 2014년 6월 27일 명칭변경, 2017년 6월 23일 해지, 보물 1941호로 승격 |      |
| 115호   |      | 보은동헌 (報恩東軒)                                                                         | 충북 보은군 보은읍 삼산리 119-4                        | 보은군                   | 1982년 12월 17일 지정                                                                     |      |
| 116호   |      | 보은 회인 인산객사 (報恩 懷仁 仁山客舍)                                                     | 충북 보은군 회인면 중앙리 15외                         | 보은군                   | 1982년 12월 17일 지정                                                                     |      |
| 117호   |      | 법주사대웅전 (法住寺大雄殿)                                                                 | 충북 보은군 내속리면 사내리 209                        | 법주사                   | 1982년 12월 17일 지정, 1987년 3월 9일 해제, 보물 제925호로 승격                           |      |
| 118호   |      | 보은 원정리 삼층석탑 (報恩 遠汀里 三層石塔)                                                 | 충북 보은군 마로면 원정리 산60                         | 보은군                   | 1982년 12월 17일 지정                                                                     |      |
| 119호   |      | 법주사괘불 (法住寺掛佛)                                                                     | 충북 보은군 내속리면 사내리 209                        | 법주사                   | 1982년 12월 17일 지정, 1997년 8월 8일 해제, 보물 제1259호로 승격                          |      |
| 120호   |      | 옥천 두암리 삼층석탑 (沃川 斗岩里 三層石塔)                                                 | 충북 옥천군 이원면 이원리 582-3                        | 옥천군                   | 1982년 12월 17일 지정                                                                     |      |
| 121호   |      | 옥천 청석교 (沃川 靑石橋)                                                                   | 충북 옥천군 안내면 장계리 산7-1                        | 옥천군                   | 1982년 12월 17일 지정                                                                     |      |
| 122호   |      | 영동 심원리 승탑 (永同 深源里 僧塔)                                                         | 충북 영동군 영동읍 부용리 379                          | 영동군                   | 1982년 12월 17일 지정                                                                     |      |
| 124호   |      | 진천 사곡리 마애여래입상 (鎭川 沙谷里 磨崖如來立像)                                         | 충북 진천군 이월면 사곡리 산68-1                       | 진천군                   | 1982년 12월 17일 지정                                                                     |      |
| 125호   |      | 괴산 각연사 비로전 (槐山 覺淵寺 毘盧殿)                                                     | 충북 괴산군 칠성면 태성리 38                           | 각연사                   | 1982년 12월 17일 지정                                                                     |      |
| 126호   |      | 괴산 각연사 대웅전 (槐山 覺淵寺 大雄殿)                                                     | 충북 괴산군 칠성면 태성리38                            | 각연사                   | 1982년 12월 17일 지정                                                                     |      |
| 127호   |      | 괴산각연사부도 (槐山覺淵寺浮屠)                                                             | 충북 괴산군 칠성면 태성리 산7-1                        | 각연사                   | 1982년 12월 17일 지정, 2003년 3월 14일 해제, 보물 제1370호로 승격                         |      |
| 128호   |      | 괴산 삼방리 마애여래좌상 (槐山 三訪里 磨崖如來坐像)                                         | 충북 괴산군 불정면 삼방리 산55                         | 괴산군                   | 1982년 12월 17일 지정                                                                     |      |
| 129호   |      | 음성 읍내리 삼층석탑 (陰城 邑內里 三層石塔)                                                 | 충북 음성군 음성읍 읍내리 817-2                        | 음성군                   | 1982년 12월 17일 지정                                                                     |      |
| 130호   |      | 음성 미타사 마애여래입상 (陰城 彌陀寺 磨崖如來立像)                                         | 충북 음성군 소이면 비산리 산74-1                       | 미타사                   | 1982년 12월 17일 지정                                                                     |      |
| 131호   |      | 중원봉황리마애불상군 (中原鳳凰里磨崖佛像群)                                                 | 충북 충주시 가금면 봉황리 산27                         | 충주시                   | 1982년 12월 17일 지정, 2004년 3월 3일 해제, 보물 제1401호로 승격                          |      |
| 132호   |      | 제천 신륵사 극락전 (堤川 神勒寺 極樂殿)                                                     | 충북 제천시 덕산면 월악리 803-5                        | 신륵사                   | 1982년 12월 17일 지정                                                                     |      |
| 133호   |      | 청주 탑동 양관 (淸州 塔洞 洋館)                                                             | 충북 청주시 상당구 탑동 94-17                          | 학교법인일신학원         | 1983년 3월 30일 지정                                                                      |      |
| 134호   |      | 청주 운천동 신라사적비 (淸州 雲泉洞 新羅事蹟碑)                                             | 충북 청주시 상당구 명암동 산81 국립청주박물관          | 국립청주박물관           | 1983년 11월 30일 지정                                                                     |      |
| 135호   |      | 을축갑회도 및 죽림갑계문서 (乙丑甲繪圖 및 竹林甲稧文書)                                     | 충북 청주시 청원구 내수읍 내수2길 22-5                 | 죽림영당관리위원회       | 1983년 11월 30일 지정                                                                     |      |
| 135-1호 |      | 을축갑회도 (乙丑甲繪圖)                                                                     | 충북 청주시 흥덕구 직지로 713 청주고인쇄박물관         | 청주시장                 | 2018년 7월 13일 지정                                                                      |      |
| 136호   |      | 청주 조헌 전장기적비 (淸州 趙憲 戰場記蹟碑)                                                 | 충북 청주시 상당구 남문로2가 92-6                      | 청주시                   | 1984년 12월 31일 지정                                                                     |      |
| 137호   |      | 삼탄집 (三灘集)                                                                             | 충북 충주시 지현동 589                                 | 이용신                   | 1984년 12월 31일 지정                                                                     |      |
| 138호   |      | 진천 용화사 석조여래입상 (鎭川 龍華寺 石造如來立像)                                         | 충북 진천군 진천읍 신정리 584-4                        | 용화사                   | 1984년 12월 31일 지정                                                                     |      |
| 139호   |      | 괴산 외사리 당간지주 (槐山 外沙里 幢竿支柱)                                                 | 충북 괴산군 칠성면 외사리 390-1                        | 괴산군                   | 1984년 12월 31일 지정                                                                     |      |
| 140호   |      | 괴산 도명산 마애불상군 (槐山 道明山 磨崖佛像群)                                             | 충북 괴산군 청천면 화양리 14-3                         | 괴산군                   | 1984년 12월 31일 지정                                                                     |      |
| 141호   |      | 증평 남하리사지 삼층석탑 (曾坪 南下里寺址 三層石塔)                                         | 충북 증평군 증평읍 남하리 산35-2                       | 증평군                   | 1984년 12월 31일 지정                                                                     |      |
| 142호   |      | 진천 이시발 신도비 (鎭川 李時發 神道碑)                                                     | 충북 진천군 초평면 용정리 192-11                       | 경주이씨종중             | 1984년 12월 31일 지정                                                                     |      |
| 143호   |      | 법주사철확 (法住寺鐵鑊)                                                                     | 충북 보은군 내속리면 사내리 209                        | 법주사                   | 1984년 12월 31일 지정, 2004년 12월 31일 해제, 보물 1413호로 승격                          |      |
| 144호   |      | 충주 오갑사지 석조여래좌상 (忠州 烏岬寺址 石造如來坐像)                                     | 충북 충주시 앙성면 모점리 392                          | 충주시                   | 1984년 12월 31일 지정                                                                     |      |
| 145호   |      | 청주 신전동 고가 (淸州 薪田洞 古家)                                                         | 충북 청주시 흥덕구 신전동 180                          | 김동화                   | 1985년 12월 28일 지정                                                                     |      |
| 146호   |      | 영동 묵정리 고가 (永同 墨井里 古家)                                                         | 충북 영동군 양강면 묵정리 598                          | 성필준                   | 1985년 12월 28일 지정                                                                     |      |
| 147호   |      | 영동 가곡리 고가 (永同 柯谷里 古家)                                                         | 충북 영동군 양산면 가곡리 467                          | 김영숙                   | 1985년 12월 28일 지정                                                                     |      |
| 148호   |      | 청주 신형호 고가 (淸州 申鑅浩 古家)                                                         | 충북 청주시 상당구 가덕면 인차3길 9-8                  | 신기호                   | 1985년 12월 28일 지정, 2014년 6월 27일 명칭변경                                           |      |
| 149호   |      | 청주 성공회 성당 (淸州 聖公會 聖堂)                                                         | 충북 청주시 상당구 수동 202                            | 대한성공회관리재단       | 1985년 12월 28일 지정                                                                     |      |
| 150호   |      | 청주 순치명 석조여래입상 (淸州 順治銘 石造如來立像)                                         | 충북 청주시 상당구 용정동 522                          | 청주시                   | 1985년 12월 28일 지정                                                                     |      |
| 151호   |      | 영동 사로당 (永同 四老堂)                                                                   | 충북 영동군 매곡면 노천리 322                          | 박석근                   | 1986년 4월 28일 지정                                                                      |      |
| 152호   |      | 영동 흥학당 (永同 興學堂)                                                                   | 충북 영동군 매곡면 노천리 452-1                        | 박문기                   | 1986년 4월 28일 지정                                                                      |      |
| 153호   |      | 활재선생문집 목판 (活齋先生文集 木板)                                                       | 충북 괴산군                                            | 이창재                   | 1986년 4월 28일 지정                                                                      |      |
| 154호   |      | 신후재 초상 (申厚載 肖像)                                                                   | 충북 음성군 감곡면 오궁리 209                          | 신현익                   | 1986년 4월 28일 지정                                                                      |      |
| 155호   |      | 신경행 초상 (辛景行 肖像)                                                                   | 충북 괴산군 청안면 문방리 153                          | 탄티영산신씨종중         | 1986년 4월 28일 지정                                                                      |      |
| 156호   |      | 옥천석탄리입석 (沃川石灘里立石)                                                             | 충북 옥천군 동이면 석탄리 944                          | 옥천군                   | 1987년 3월 31일 지정, 2010년 10월 1일 해제, 기념물 제148호로 재지정                       |      |
| 157호   |      | 옥천 옥주사마소 (沃川 沃州司馬所)                                                           | 충북 옥천군 옥천읍 향수길 67-6(상계리 57-2)            | 옥주사마계               | 1987년 3월 31일 지정                                                                      |      |
| 158호   |      | 옥천 경현당 (沃川 景賢堂)                                                                   | 충북 옥천군 이원면 용방3길 88-17(용방리 53)            | 은진송씨종중             | 1987년 3월 31일 지정                                                                      |      |
| 159호   |      | 정수충 초상 및 중모기 (鄭守忠 肖像 및 重模記)                                               | 충북 청주시 흥덕구 가로수로1308번길 421동 1505호       | 정세모                   | 1987년 3월 31일 지정                                                                      |      |
| 160호   |      | 윤관 초상 (尹瓘 肖像)                                                                       | 충북 청주시 상당구 단재로 55 가동 209호                | 윤춘근                   | 1987년 3월 31일 지정                                                                      |      |
| 161호   |      | 청주 신중엄 신도비 (淸州 申仲淹 神道碑)                                                     | 충북 청주시 상당구 낭성면 관정리 430-1                 | 신철우                   | 1987년 3월 31일 지정, 2014년 6월 27일 명칭변경                                            |      |
| 162호   |      | 괴산 연풍 풍락헌 (槐山 延豊 豊樂軒)                                                         | 충북 괴산군 연풍면 삼풍리 162                          | 괴산군                   | 1988년 9월 30일 지정                                                                      |      |
| 163호   |      | 괴산동헌 (槐山東軒)                                                                         | 충북 괴산군 괴산읍 서부리 625                          | 엽연초생산조합           | 1988년 9월 30일 지정                                                                      |      |
| 164호   |      | 광국지경록 목판 (光國志慶錄 木板)                                                           | 충북 보은군 탄부면 임한리 168 (청주 고인쇄박물관 보관) | 청주고인쇄박물관장       | 1988년 9월 23일 지정                                                                      |      |
| 165호   |      | 영동 화수루 (永東 花樹樓)                                                                   | 충북 영동군 상촌면 하도대리 81                         | 남보현                   | 1988년 9월 23일 지정                                                                      |      |
| 166호   |      | 박숭원 호성공신교서 (朴崇元 扈聖功臣敎書)                                                   | 충북 청주시 상당구 문의면 대청호반로 721               | 박종대                   | 1988년 9월 30일 지정                                                                      |      |
| 167호   |      | 보은 속리산사실기비 (報恩 俗離山事實記碑)                                                   | 충북 보은군 속리산면 사내리 209                        | 법주사 주지              | 1989년 12월 8일 지정                                                                      |      |
| 168호   |      | 청주 동화사 석조비로자나불좌상 (淸州 東華寺 石造毘盧遮那佛坐像)                             | 충북 청주시 서원구 남이면 척산화당로 444               | 동화사                   | 1990년 12월 14일 지정, 2014년 6월 27일 명칭변경                                           |      |
| 169호   |      | 청주 청주한씨 시조제단비 (淸州 淸州韓氏 始祖祭壇碑)                                         | 충북 청주시 상당구 운동동 369-6                        | 청주한씨종중             | 1990년 12월 14일 지정                                                                     |      |
| 170호   |      | 영조태실석난간조배의궤 (英祖胎室石欄干造排儀軌)                                             | 충북 청주시 상당구 문의면 대청호반로 721               | 청주시                   | 1990년 12월 14일 지정                                                                     |      |
| 171호   |      | 전식 초상 (全湜 肖像)                                                                       | 충북 옥천군 동이면 금암리                              | 옥천전씨판서공파대종친회 | 1992년 10월 23일 지정                                                                     |      |
| 172호   |      | 영동 무첨재 (永同 無添齋)                                                                   | 충북 영동군 매곡면 옥전리 558-1                        | 안의중                   | 1993년 6월 4일 지정                                                                       |      |
| 173호   |      | 괴산 개심사 목조여래좌상 및 목조관음보살좌상 (槐山 開心寺 木造如來坐像 및 木造觀音菩薩坐像) | 충북 괴산군 괴산읍 동부리 428-1                        | 개심사                   | 1993년 11월 5일 지정                                                                      |      |
| 174호   |      | 청주 서기사 석조약사여래좌상 (淸州 瑞氣寺 石造藥師如來坐像)                                 | 충북 청주시 청원구 율량동 산91-1                       | 서기사                   | 1993년 11월 5일 지정                                                                      |      |
| 175호   |      | 암서재 (巖棲齋)                                                                             | 충북 괴산군 청천면 화양리 409                          | 송영돈                   | 1994년 1월 7일 지정, 1999년 12월 29일 해제, 사적 제417호에 포함                           |      |
| 176호   |      | 영동 영모재 (永同 永慕齋)                                                                   | 충북 영동군 상촌면 임산리 376                          | 남구                     | 1994년 12월 30일 지정                                                                     |      |
| 177호   |      | 눌재강수유고 목판 (訥齋江叟遺稿 木板)                                                       | 충북 청주시 청원구 대성로 298 청주대박물관             | 청주대박물관             | 1995년 6월 30일 지정                                                                      |      |
| 178호   |      | 이수일 진무공신교서 및 초상 (李守一 振武功臣敎書 및 肖像)                                   | 충북 충주시 가금면 탑평리 47-5                         | 충주시                   | 1995년 6월 30일 지정                                                                      |      |
| 178-1호 |      | 진무공신록권 (振武功臣錄券)                                                                 | 충북 충주시 가금면 탑평리 47-5                         | 충주시                   | 1995년 6월 30일 지정                                                                      |      |
| 178-2호 |      | 영정 (影幀)                                                                                 | 충북 충주시 가금면 탑평리 47-5                         | 충주시                   | 1995년 6월 30일 지정                                                                      |      |
| 179호   |      | 임경업 초상 (林慶業 肖像)                                                                   | 충북 충주시 살미면 세성리 150-11                       | 임대규                   | 1995년 6월 30일 지정                                                                      |      |
| 180호   |      | 유백증 초상 (兪伯曾 肖像)                                                                   | 충북 충주시 노은면 가신리 346                          | 유인목                   | 1995년 6월 30일 지정                                                                      |      |
| 181호   |      | 청주 박훈 신도비 (淸州 朴薰 神道碑)                                                         | 충북 청주시 흥덕구 옥산면 신촌리 산9-13                | 밀양박씨종중             | 1995년 6월 30일 지정, 2014년 6월 27일 명칭변경                                            |      |
| 182호   |      | 괴산 삼방리 삼층석탑 (槐山 三訪里 三層石塔)                                                 | 충북 괴산군 불정면 삼방리 61                           | 삼방리탑동마을           | 1995년 6월 30일 지정                                                                      |      |
| 183호   |      | 옥천 조헌 신도비 (沃川 趙憲 神道碑)                                                         | 충북 옥천군 안남면 도농리 926-1                        | 옥천군                   | 1996년 1월 5일 지정                                                                       |      |
| 184호   |      | 영동 영국사 석종형승탑 (永同 寧國寺 石鍾形僧塔)                                             | 충북 영동군 양산면 누교리 138-1                        | 영국사                   | 1996년 1월 5일 지정                                                                       |      |
| 185호   |      | 영동 영국사 구형승탑 (永同 寧國寺 球形僧塔)                                                 | 충북 영동군 양산면 누교리 138-1                        | 영국사                   | 1996년 1월 5일 지정                                                                       |      |
| 187호   |      | 진천 정철 신도비 (鎭川 鄭澈 神道碑)                                                         | 충북 진천군 문백면 봉죽리 531                          | 영일정씨문청공파         | 1996년 1월 5일 지정                                                                       |      |
| 188호   |      | 음성 감곡성당 (陰城 甘谷聖堂)                                                               | 충북 음성군 감곡면 왕장리 357-2                        | 천주교회유지재단         | 1996년 1월 5일 지정                                                                       |      |
| 189호   |      | 진천 노원리 마애여래입상 (鎭川 老院里 磨崖如來立像)                                         | 충북 진천군 이월면 노원리 산39-2                       | 진천군                   | 1997년 6월 27일 지정                                                                      |      |
| 190호   |      | 괴산보안사삼층석탑 (槐山寶安寺三層石塔)                                                     | 충북 괴산군 청안면 효근리 393-3                        | 보안사                   | 1997년 6월 27일 지정, 2000년 8월 4일 해제, 보물 1299호로 승격                             |      |
| 191호   |      | 괴산 채운암 목조여래좌상 (槐山 彩雲庵 木造如來坐像)                                         | 충북 괴산군 청천면 화양리 412                          | 채운암                   | 1998년 1월 9일 지정                                                                       |      |
| 192호   |      | 옥천 경율당 (沃川 景栗堂)                                                                   | 충북 옥천군 안남면 종미3길 120(종미리 523)             | 전병천                   | 1998년 6월 26일 지정                                                                      |      |
| 193호   |      | 옥천 용암사 목조아미타여래좌상 (沃川 龍巖寺 木造阿彌陀如來坐像)                             | 충북 옥천군 옥천읍 삼청리 산51-4                       | 용암사                   | 1998년 11월 20일 지정                                                                     |      |
| 194호   |      | 제천 고산사 석조관음보살좌상 (堤川 高山寺 石造觀音菩薩坐像)                                 | 충북 제천시 덕산면 신현리 1653                         | 고산사                   | 1998년 12월 31일 지정                                                                     |      |
| 195호   |      | 제천 고산사 석조나한상군 (堤川 高山寺 石造羅漢像群)                                         | 충북 제천시 덕산면 신현리 1653                         | 고산사                   | 1998년 12월 31일 지정                                                                     |      |
| 196호   |      | 제천 덕주사 석조약사여래입상 (堤川 德周寺 石造藥師如來立像)                                 | 충북 제천시 한수면 송계리 산1-1                        | 덕주사                   | 1998년 12월 31일 지정                                                                     |      |
| 197호   |      | 증평 남하리사지 마애불상군 (曾坪 南下里寺址 磨崖佛像群)                                     | 충북 증평군 증평읍 남하리 산35-2                       | 증평군                   | 1998년 12월 31일 지정                                                                     |      |
| 198호   |      | 증평 미암리 석조관음보살입상 (曾坪 彌巖里 石造觀音菩薩立像)                                 | 충북 증평군                                            | 미륵사                   | 1998년 12월 31일 지정                                                                     |      |
| 199호   |      | 괴산 함이재 (槐山 咸履齋)                                                                   | 충북 괴산군 청안면 효근리 692                          | 장경우                   | 1999년 6월 25일 지정                                                                      |      |
| 200호   |      | 보은 속리산 금강골 쌍탑 (報恩 俗離山 錦剛谷 雙塔)                                           | 충북 보은군 속리산면 사내리 산1-1                      | 법주사 주지              | 2000년 9월 15일 지정                                                                      |      |

## 참고 자료
- 충청북도 고시/공고